# Екавски изговор
Екавски изговор (такође екавица, екавштина) је један од три изговора српског језика и један од два која су прихваћена у стандардном језику. Поред екавског, у стандардном језику је дозвољена употреба још и ијекавског, док то није случај са икавским. Данас је овај изговор доминантан у српском језику, мада у Вуково доба то није био случај, нити је његова језичка реформа томе тежила.
Народни говори који користе екавски изговор су говори Војводине, говори централне, источне и јужне Србије, неки говори Славоније и Истре, а у оквиру некадашње српско-хрватске језичке норме и кајкавско наречје (језик).
У екавским наречјима стари глас јат замењује се гласом е. У многим екавским дијалектима присутна је потпуна екавштина, што значи да се свако јат замењује са е, док се у екавском изговору књижевног језика у неколико случајева јат замењује и са и (нпр. новИји, долИвати, нИсам, додИјати итд.).
Поред српског, замена јата гласом е користи се и у словеначком и македонском језику.